# 于林根-比肯多夫
于林根-比肯多夫是德国巴登-符腾堡州的一个市镇。总面积77.07平方公里，总人口5075人，其中男性2594人，女性2481人（2011年12月31日），人口密度66人/平方公里。

## 友好城市
- 法國 马什库勒-圣梅姆